# Stadio municipale (Kielce)
Lo Stadio municipale (in polacco Stadion Miejski) è uno stadio calcistico della città polacca di Kielce. È di proprietà dello stato.
Inaugurato il 1º aprile 2006, diciotto mesi dopo l'inizio dei lavori di costruzione, ospita le partite interne del Korona Kielce e può contenere 15 500 spettatori.